# Художественная гимнастика на Играх доброй воли 1986
Соревнования по художественной гимнастике в рамках Игр доброй воли 1986 года прошли в Москве с 9 по 10 июля в спорткомплексе «Олимпийский».

## Медалистки
| Дисциплина | Золото                                                               | Серебро                   | Бронза                                             |
| ---------- | -------------------------------------------------------------------- | ------------------------- | -------------------------------------------------- |
| Многоборье | Татьяна Дручинина · СССР                                             | Марина Лобач · СССР       | Галина Белоглазова · СССР                          |
| Скакалка   | Бьянка Дитрих · ГДР · Марина Лобач · СССР · Татьяна Дручинина · СССР | не присуждалась           | не присуждалась                                    |
| Мяч        | Галина Белоглазова · СССР · Татьяна Дручинина · СССР                 | не присуждалась           | Светомира Филипова · Болгария                      |
| Булавы     | Марина Лобач · СССР                                                  | Галина Белоглазова · СССР | Светомира Филипова · Болгария                      |
| Лента      | Татьяна Дручинина · СССР                                             | Марина Лобач · СССР       | Бьянка Дитрих · ГДР · Адриана Дунавская · Болгария |